# Premis Oscar de 1946
Els Premis Oscar de 1946 (en anglès: 19th Academy Awards) foren presentats el 13 de març de 1947 en una cerimònia realitzada a l'Shrine Auditorium de Los Angeles.
La cerimònia fou presentada pel còmic Jack Benny.

## Curiositats
En aquesta cerimònia totes les categories tingueren, com a màxim, cinc nominats, un fet que no passava des de la segona cerimònia l'any 1928/1929.
L'actor Harold Russell fou guardonat en aquesta nit amb un Òscar Honorífic per la seva interpretació a la pel·lícula Els millors anys de la nostra vida de William Wyler, que fou la gran vencedora de la nit. Aquella mateixa nit Russell fou guardonat amb el premi a millor actor secundari, convertint-se així en l'únic actor (fins al moment) en aconseguir dos Òscars per un mateix paper.
En aquesta edició no es concedí el premi de millor documental.

## Premis
| Millor pel·lícula | Millor director |
| --- | --- |
| - Els millors anys de la nostra vida (Samuel Goldwyn per RKO Radio Pictures) - Enric V (Laurence Olivier per United Artists) - Que bonic és viure (Frank Capra per RKO Radio Pictures) - The Razor's Edge (Darryl F. Zanuck per 20th Century Fox) - El despertar (Sidney Franklin per Metro-Goldwyn-Mayer) | - William Wyler per Els millors anys de la nostra vida - Clarence Brown per El despertar - Frank Capra per Que bonic és viure - David Lean per Breu encontre - Robert Siodmak per The Killers |
| Millor actor | Millor actriu |
| - Fredric March per Els millors anys de la nostra vida com a Sargent Al Stephenson - Laurence Olivier per Enric V com a Enric V d'Anglaterra - Larry Parks per The Jolson Story com a Al Jolson - Gregory Peck per El despertar com a Ezra "Penny" Baxter - James Stewart per Que bonic és viure com a George Bailey | - Olivia de Havilland per La vida íntima de Jody Norris com a Josephine "Jody" Norris - Celia Johnson per Breu encontre com a Laura Jesson - Jennifer Jones per Duel in the Sun com a Pearl Chavez - Rosalind Russell per La germana Kenny com a Elizabeth Kenny - Jane Wyman per El despertar com a Ora Baxter |
| Millor actor secundari | Millor actriu secundària |
| - Harold Russell per Els millors anys de la nostra vida com a Oficial Homer Parrish - Charles Coburn per The Green Years com a Alexander "Dandy" Gow - William Demarest per The Jolson Story com a Steve Martin - Claude Rains per Notorious com a Alexander Sebastian - Clifton Webb per The Razor's Edge com a Elliott Templeton | - Anne Baxter per The Razor's Edge com a Sophie MacDonald - Ethel Barrymore per L'escala de cargol com a Mrs. Warren - Lillian Gish per Duel in the Sun com a Laura Belle McCanles - Flora Robson per Saratoga Trunk com a Angelique Buiton - Gale Sondergaard per Anna i el rei de Siam com a Lady Thiang |
| Millor guió original | Millor guió adaptat |
| - Muriel Box i Sydney Box per The Seventh Veil - Raymond Chandler per La dàlia blava - Ben Hecht per Notorious - Norman Panama i Melvin Frank per Road to Utopia - Jacques Prévert per Les enfants du paradis | - Robert E. Sherwood per Els millors anys de la nostra vida (sobre hist. de MacKinlay Kantor) - Sergio Amidei i Federico Fellini per Roma, ciutat oberta (sobre hist. de S. Amidei i Alberto Consiglio) - Sally Benson i Talbot Jennings per Anna i el rei de Siam (sobre hist. de Margaret Landon) - Anthony Havelock-Allan, David Lean i Ronald Neame per Breu encontre (sobre hist. de Noël Coward) - Anthony Veiller per The Killers (sobre hist. d'Ernest Hemingway) |
| Millor història | Millor curtmetratge d'animació |
| - Clemence Dane per Perfect Strangers - Charles Brackett per La vida íntima de Jody Norris - John Patrick per L'estrany amor de Martha Ivers - Vladimir Pozner per The Dark Mirror - Victor Trivas per El desconegut | - The Cat Concerto de Frederick Quimby - Chopin's Musical Moments de Walter Lantz - John Henry and the Inky Poo de George Pal - Squatter's Rights de Walt Disney - Walky Talky Hawky d'Edward Selzer |
| Millor banda sonora - Dramàtica o còmica | Millor banda sonora - Musical |
| - Hugo Friedhofer per Els millors anys de la nostra vida - Bernard Herrmann per Anna i el rei de Siam - Miklós Rózsa per The Killers - William Walton per Enric V - Franz Waxman per Humoresque | - Morris Stoloff per The Jolson Story - Robert Emmett Dolan per Blue Skies - Lennie Hayton per The Harvey Girls - Ray Heindorf i Max Steiner per Nit i dia - Alfred Newman per Centennial Summer |
| Millor cançó original | Millor so |
| - Harry Warren (música); Johnny Mercer (lletra) per The Harvey Girls ("On the Atchison, Topeka and the Santa Fe") - Jerome Kern (música); Oscar Hammerstein II (lletra) per Centennial Summer ("All Through the Day") - James V. Monaco (música); Mack Gordon (lletra) per The Dolly Sisters ("I Can't Begin to Tell You") - Hoagy Carmichael (música); Jack Brooks (lletra) per Terra generosa ("Ole Buttermilk Sky") - Irving Berlin (música i lletra) per Blue Skies ("You Keep Coming Back Like a Song") | - John Livadary per The Jolson Story - John Aalberg per Que bonic és viure - Gordon E. Sawyer per Els millors anys de la nostra vida |
| Millor direcció artística - Blanc i Negre | Millor direcció artística - Color |
| - Lyle R. Wheeler i William S. Darling; Thomas Little i Frank E. Hughes per Anna i el rei de Siam - Richard Day i Nathan Juran; Thomas Little i Paul S. Fox per The Razor's Edge - Hans Dreier i Walter H. Tyler; Sam Comer i Ray Moyer per Kitty | - Cedric Gibbons i Paul Groesse; Edwin B. Willis per El despertar - John Bryan per Cèsar i Cleopatra - Paul Sheriff i Carmen Dillon per Enric V |
| Millor fotografia - Blanc i Negre | Millor fotografia - Color |
| - Arthur C. Miller per Anna i el rei de Siam - George Folsey per The Green Years | - Charles Rosher, Leonard Smith i Arthur Arling per El despertar - Joseph Walker per The Jolson Story |
| Millor muntatge | Millors efectes especials |
| - Daniel Mandell per Els millors anys de la nostra vida - Arthur Hilton per The Killers - William Hornbeck per Que bonic és viure - Harold Kress per El despertar - William Lyon per The Jolson Story | - Thomas Howard per Un esperit burleta - William McGann i Nathan Levinson per A Stolen Life |
| Millor curtmetratge documental | |
| - Seeds of Destiny (U.S. War Dept.) - Atomic Power (20th Century-Fox) - Life at the Zoo (Artkino) - Paramount News Issue#37 (Paramount) - Traffic with the Devil (MGM) | |
| Millor curtmetratge, un carret | Millor curtmetratge, dos carrets |
| - Facing Your Danger de Gordon Hollingshead - Dive-Hi Champs de Jack Eaton - Golden Horses d'Edmund Reek - Smart as a Fox de Gordon Hollingshead - Sure Cures de Pete Smith | - A Boy and His Dog de Gordon Hollingshead - College Queen de George B. Templeton - Hiss and Yell de Jules White - The Luckiest Guy in the World de Jerry Bresler |

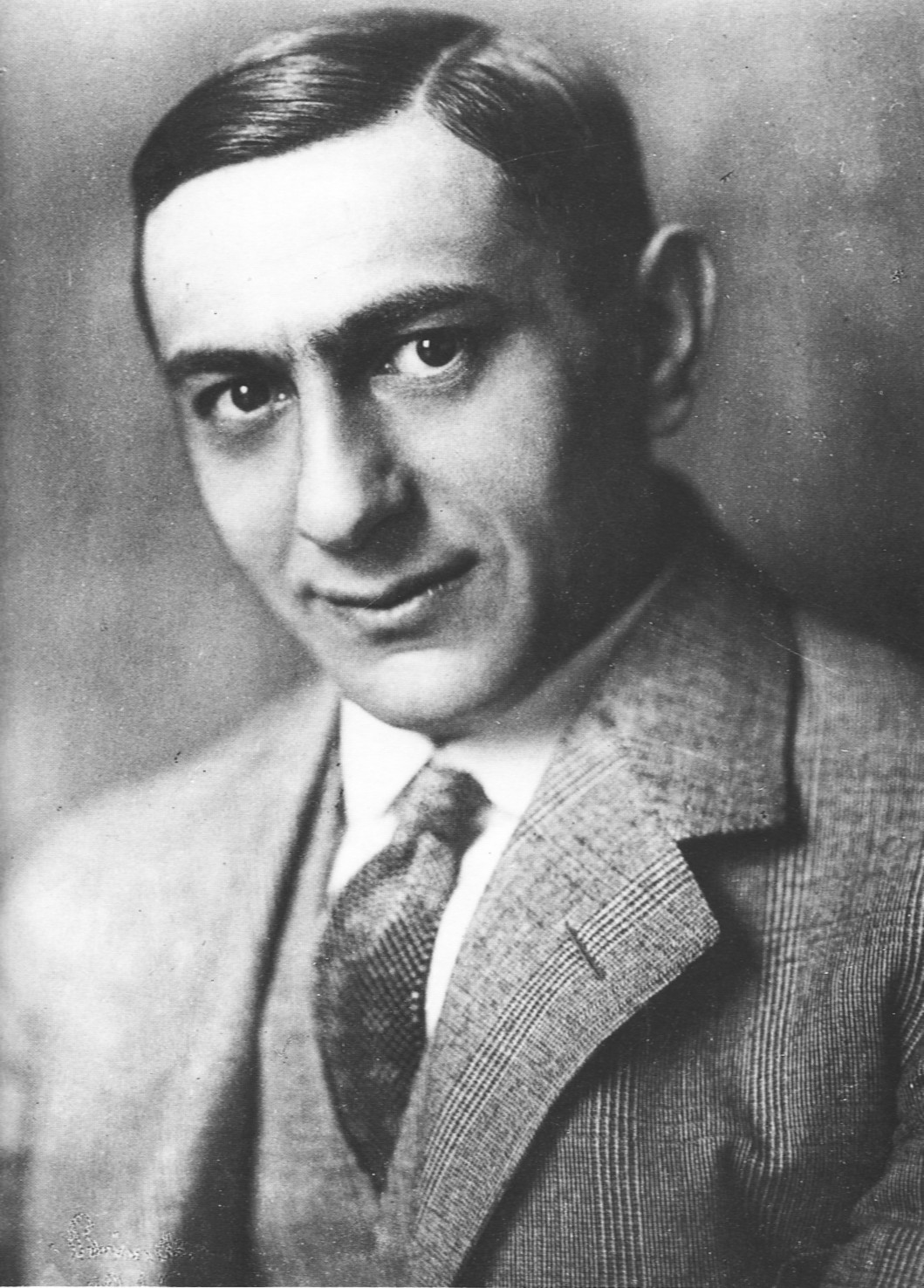
Ernst Lubitsch l'any 1920

## Oscar Honorífic
- Laurence Olivier - pel seu èxit com a actor, productor i director en dur a la pantalla Enric V. [estatueta]
- Ernst Lubitsch - per la seva distingida contribució a l'art del cinema. [certificat]
- Harold Russell - per portar l'esperança i valentia als seus companys veterans per la seva aparició a Els millors anys de la nostra vida. [estatueta. Premi especial]

## Oscar Juvenil
- Claude Jarman, Jr. - com a actor infantil més destacat de 1946. [estatueta en miniatura]

## Premi Irving G. Thalberg
- Samuel Goldwyn

## Presentadors
- Lionel Barrymore (millor actriu secundària)
- Douglas Fairbanks, Jr. (millors curtmetratges, premis científics i tècnics i curtmetratge documental)
- Joan Fontaine (millor actor)
- Greer Garson (millor direcció artística)
- Rex Harrison (millor muntatge, so i efectes especials)
- Van Johnson (millor cançó)
- Eric Johnston (millor pel·lícula)
- Ray Milland (millor actriu)
- Robert Montgomery (millor guió original, adaptat i història)
- Donald Nelson (Premi Irving G. Thalberg)
- Ronald Reagan i Jane Wyman (introducció al xou)
- Anne Revere (millor actor secundari)
- Ann Sheridan (millor fotografia)
- Shirley Temple (Oscar Honorífics)
- Lana Turner (millors músiques)
- Billy Wilder (millor director)

## Múltiples nominacions i premis
| Les següents pel·lícules van rebre diverses nominacions: - 8 nominacions: Els millors anys de la nostra vida - 7 nominacions: El despertar - 6 nominacions: The Jolson Story - 5 nominacions: Anna i el rei de Siam i Que bonic és viure - 4 nominacions: Enric V, The Killers i The Razor's Edge - 3 nominacions: Breu encontre - 2 nominacions: Blue Skies, Centennial Summer, Duel in the Sun, The Green Years, The Harvey Girls, Notorious i La vida íntima de Jody Norris | Les següents pel·lícules van rebre més d'un premi: - 7 premis: Els millors anys de la nostra vida - 2 premis: Anna i el rei de Siam, El despertar i The Jolson Story |